# جورج بي. وارد
جورج بي. وارد (بالإنجليزية: George B. Ward)‏ هو سياسي أمريكي، ولد في 1 مارس 1867، وتوفي في 1940.